# عبد الرحمن حشود
عبد الرحمن حشود لاعب كرة قدم جزائري ولد في 2 يوليو 1988 لعب مع نادي أهلي برج بوعريريج ثم انتقل إلى وفاق سطيف ثم مع مولودية الجزائر (نادي الشعب) à.